# Göynüklü Ahmed Efendi
Göynüklü Ahmed Efendi, auch Ahmed bin Mahmud (* ~1650 in Göynük [bei Kemer ?]; † März/April 1759 in Üsküdar), war ein osmanischer Chronist und Sekretär in verschiedenen Ämtern.

## Leben
Der Tag seiner Geburt für ein mehr als hundertjähriges Leben lässt sich nicht genau feststellen, doch ist seinem Werk zu entnehmen, dass Ahmed bin Mahmud Augenzeuge der Aufstände während der Regierungszeit von Mehmed IV. (1648–1687) war. Er ist damals offenbar schon alt genug gewesen, eine kritische Beschreibung der Situation verfassen zu können, so dass Ahmed mit hoher Wahrscheinlichkeit um 1650 geboren wurde. Trotz dieses langen Lebens sind die Informationen über seine Jugend- und Lehrzeit sehr spärlich. Bei Franz Babinger ist sein Werk, jedoch fast nichts darüber zu finden. Auch in Mehmed Süreyyas Sicill-i 'Osmanı gibt es kaum Weiterführendes. Nach Ahmeds Linguistik vermutet A.N.Kurat, dieser sei geborener Anatolier gewesen.
In seinem eigenen Werk “Tarih-i Göynüklü” sind von Ahmed bin Mahmud folgende Notizen zu seinem späteren Leben vorzufinden: Er war Schreiber im Schatzamt (hazıne-i birun katibi), wo er auch mit seinen historischen Aufzeichnungen begann. 1711 war er Teilnehmer am Krieg gegen Russland und führte ein Tagebuch darüber. 1715, beim Feldzug gegen Österreich war er Schreiber in einer Infanterie-Kanzlei (piyade muqabeleciligi), blieb aber gleichzeitig weiterhin Schreiber im Schatzamt. Am 18. September 1716 wurde er zum Mevkufatî (Chef der Konfiskalienkanzlei) ernannt, welchen Posten er bis zum 23. Mai 1717 innehatte. Ab 18. August 1720 wurde er Cebeciler kâtibi (Kanzleiführer der Arsenaltruppe) und auch Silahdar kâtibi (Schreiber der Schwertträger des Sultans). Vom 22. Juli 1722 bis zum 24. Juli 1723 war er in der Kanzlei der Festungsverwaltung (büyük qal'e tezkireciligli) tätig. Ab 1725 war er wieder Infanterie-Sekretär und ab 1730 zum dritten Mal in der Arsenalkanzlei. Zur Zeit des Patrona-Halil-Aufstandes war er wieder in der Finanzverwaltung. Nach einigen anderen Posten kam er beim Krieg gegen Russland auf der Krim im Juni 1736 in ein Rekrutierungsbüro für irreguläre Musketier-Truppen (tüfenk-endâz levedât). Seine letzte Aufgabe – nach neuerlich mehrmaligem Postenwechsel (u. a. wieder Mevkufatî) – war die eines Assistenten des Provinzschatzmeisters (şikk-i sanı defterdârı). 14 Jahre lang blieb er in diesem Amt. Sein letzter Chronikeintrag vom 24. März 1759 zeigt, dass er bis kurz vor seinem Tod dieser Arbeit nachkam.

## Werk
Den kompletten Titel “Tarih-i Göynüklü” (“Chronik des Göynükers”) erhielt die Chronik erst später, Ahmed bin Mahmud hat seinem Werk keinen Titel gegeben. Das Werk hat in dem in der Berliner Staatsbibliothek aufgefundenen Autographen eine Inhaltsangabe, die allerdings nicht immer genau mit den Kapiteln des Textes korrespondiert. Es beginnt mit dem Einmarsch der osmanischen Armee am 19. Februar 1711 in Russland und endet am 24. März 1759 mit der Beschreibung der Geburtsfeiern für Mustafas III. Tochter. Anfangs wurde von Ahmed ein präzises Tagebuch geführt, im Verlauf der Chronik ging er dann auf zusammenfassende Berichte über. Der Stil ist einfach und klar, einige Ereignisse (Patrona-Halil-Aufstand, Ermordung des Großwesirs Nevşehirli Damat İbrahim Pascha 1730) werden dabei kritisch und in persönlicher Sicht geschildert. In den Kriegsberichten werden genaue Angaben über Marschzeiten, Schlachtfelder (mit kolorierten Plänen) und Feldlager gemacht. In Istanbul beschreibt er detailliert eine Beschneidungszeremonie im Palast, die Hochzeitsfeiern von Sultanstöchtern und persische Botschafterbesuche. Feuersbrünste, Erdbeben und außerordentliche Unglücke werden genau datiert und geschildert. Aber auch botanische und medizinische Informationen sind darin zu finden.